# Lípa velkolistá u Sýkorů
Lípa velkolistá u Sýkorů je památný strom. Nachází se v Dobroslavicích v okrese Opava v geografickém celku Vítkovská vrchovina (subprovincie pohoří Nízký Jeseník) v Moravskoslezském kraji.

## Popis stromu
Památným stromem je lípa velkolistá (Tilia platyphyllos), nazývaná také lípa širolistá, která roste na zahradě pozemku bývalého Sýkorova statku. Dvě hlavní větve stromu jsou proti ulomení zajištěny lanovými objímkami s podkladnicemi.
| Výška lípy:                   | 25 m                                                                           |
| Obvod kmene ve výčetní výšce: | 5,75 m                                                                         |
| Ochranné pásmo:               | Kruh o poloměru 10× průměr kmene ve výčetní výšce, tj. v době vyhlášení 9,15 m |
| Datum prvního vyhlášení:      | 18. srpna 1999                                                                 |